# Архангельський Олександр Андрійович
Олександр Андрійович Архангельський (рос. Алекса́ндр Андре́евич Арха́нгельский, 23 жовтня 1846 — 16 листопада 1924) — російський хоровий диригент і композитор. Заслужений артист РРФСР (1921).
Народився в Пензенській губернії. Працював регентом в Пензі, потім у Петербурзі. Організував в 1880 в Петербурзі мішаний хор, який володів великим репертуаром (обробки народних пісень, хорова класика, твори сучасних композиторів) і високою музичною культурою. У практиці церковного співу Архангельський зробив нововведення, замінивши в церковних хорах дитячі голоси хлопчиків на жіночі голоси. В області російської духовної музики Архангельський підняв інтерес в суспільстві та музичному світі до російської пісні, переклав для хору багато пісень. Помер у Празі.
Є автором двох літургій, всенощної і до 50 невеликих творів, у тому числі 8 херувимських пісень, 8 гімнів «Милість миру», 16 пісень, що вживаються при богослужінні замість «причасних віршів».
У 2002 році ім'я О. А. Архангельського було присвоєно Пензенському музичному училищу.